# Pieniążkowo
Pieniążkowo (niem. Pienonskowo) – wieś kociewska w Polsce położona w województwie pomorskim, w powiecie tczewskim, w gminie Gniew przy drodze krajowej nr 91.

## Historia
W średniowieczu wieś stanowiła dobra biskupów kujawskich. Została założona wokół jeziora Pieniążkowo. W trakcie działań wojny trzynastoletniej były tutaj prowadzone rozmowy pomiędzy królem Kazimierzem Jagiellończykiem, a zaciężnymi wojskami czeskimi (na służbie krzyżackiej) o wykupieniu z ich rąk Malborka.
W 1942 roku podczas okupacji niemiecka administracja nazistowska zastąpiła ukształtowaną historycznie nazwę Pienonskowo formą Pfennigdorf.
W latach 1975–1998 miejscowość administracyjnie należała do województwa gdańskiego.

## Zabytki
Według rejestru zabytków NID na listę zabytków wpisany jest zespół kościoła parafialnego, nr rej.: A-11 z 13.07.1936 i z 8.08.1996:
- kościół pw. św. Jana Chrzciciela, k. XVI, XIX, 1903[6]
- zespół plebański: 
  - plebania, 1864
  - organistówka, 1853
  - budynek gospodarczy
  - murowane ogrodzenie z bramami
- teren wokół kościoła i plebanii.